# Chiasognathus mniszechii
Chiasognathus mniszechii es una especie de coleóptero de la familia Lucanidae.

## Distribución geográfica
Habita en Chile y en Argentina.